# NGC 2818
NGC 2818 är en planetarisk nebulosa belägen i stjärnbilden Kompassen. Den upptäcktes av James Dunlop 1826. 

## Egenskaper
NGC 2818 består till stor del av glödande gaser från stjärnans yttre lager, som kastats ut under de sista stadierna av dess liv när den hade förbrukat det bränsle som behövdes för att upprätthålla dess kärnfusionsprocesser. Resterna av dess kärna kommer att kvarstå som en vit dvärg.
NGC 2818 anges ofta som medlem av den öppna stjärnhopen NGC 2818A, men skillnader i radiell hastighet mellan den planetariska nebulosan och den öppna stjärnhopen tyder på att så inte är fallet. Den är istället ett exempel på ett överlagrat par, liknande NGC 2438 och M46.
Teoretiska modeller förutspår att planetariska nebulosor kan bildas av huvudseriestjärnor med en massa av 8 - 1 solmassor, vilket sätter deras ålder till 40 miljoner år eller äldre. Även om det finns några hundra kända öppna stjärnhopar inom det åldersintervallet, begränsar en mängd olika skäl chanserna att hitta en medlem av en öppen hop i en fas av planetarisk nebulosa. En sådan anledning är att den planetariska nebulosans varaktighet för mer massiva stjärnor, som tillhör yngre stjärnhopar, är i storleksordningen tusentals år - ett ögonblick i kosmiska termer. Endast en känd anslutning har etablerats mellan en öppen hop och en närliggande nebulosa, den extremt avlägsna nebulosan PHR 1315-6555.